# Hasse Pihl
Hans Lennart Karl "Hasse" Pihl, född 23 december 1964, är en svensk författare och före detta radiopratare. Han figurerade i Hassan-gänget en kort period och fick därefter prova på programledarrollen (efter rekommendation från Fredrik Lindström) i Sveriges Radio P3-programmet Röster i radio tillsammans med bland andra Kajsa Ingemarsson, Lasse Sundholm och Mikael Syrén. Han blev medförfattare till boken Vem är Björn och vem är Benny?, som skrevs tillsammans med vännen och kollegan Fredrik Lindström. 2000 hade han ett återkommande inslag i underhållningsprogrammet Kvällstoppen. Pihl har huvudrollen i filmen Det som blomstrar av åtrå (eng titel: Lust of the Flesh) som premiärvisades på Northern Light Film Festival 2013, producerad av Tobias Petterson.  
Pihl är uppvuxen i Ljusdal i Hälsingland.